# Jan Töve
Jan Töve (né le 14 mai 1958) est un photographe de paysage, écrivain et lecteur Suède.

## Présentation
Töve a remporté plusieurs prix dans la compétition Wildlife Photographer of the Year, propriété du BBC Wildlife et du musée d'histoire naturelle de Londres, et outre son activité d'agent de publicité a filmé un documentaire pour la télévision nationale suédoise.
En 1995 il est récompensé du titre de Årets nordiska naturfotograf (« Photographe des pays nordiques ») par le magazine photographique suédois Foto. Plusieurs années plus tard, il est élu Årets naturfotograf 2003 (« Photographe de la nature de l'année, 2003 ») par l'« Agence suédoise de protection de l'environnement ». Son premier ouvrage, Speglingar (« Réflexions »), est publié en 1996 et représente différents changements saisonniers dans la nature.